# Universidad Estatal de Misisipi
La Universidad Estatal de Misisipi (en idioma inglés Mississippi State University o MSU) es una universidad pública estadounidense situada en Starkville, Misisipi, Estados Unidos. 
La universidad fue fundada en 1878. Tiene 22 986 estudiantes, y es la universidad más grande en Misisipi por número de estudiantes. La universidad ofrece los únicos programas acreditados de Misisipi en arquitectura y medicina veterinaria. Además del campus de Starkville, la universidad tiene campus auxiliares en Meridian, Biloxi, y Vicksburg.